# 히야마군

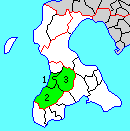
히야마 군의 위치

히야마군(일본어: 檜山郡)은 일본 홋카이도 히야마 지청의 군이다.
인구 13,933명, 면적 1,117.82km², 인구밀도 12.5명/km².(2025년 2월 28일, 주민기본대장인구)
이하 3정으로 구성된다.
- 앗사부정(厚沢部町)
- 에사시정(江差町)
- 가미노쿠니정(上ノ国町)

## 역사
에도 시대에 히야마 군역은 일본인의 거주지였고 기타마에 선이 에사시에 기항하고 있었다. 1869년에 히야마 군이 두어졌고 홋카이도 오시마 국에 포함되었다.